# Pär Lindh Project
Pär Lindh Project é uma banda sueca de rock progressivo sinfônico fundada pelo tecladista e multi-instrumentista Pär Lindh.

## Discografia

### Álbuns de estúdio
- Gothic Impressions (1994)
- Mundus Incompertus (1997)
- III: Veni Vidi Vici (2001)
- Time Mirror (2010)[3][4][5]

### Álbuns ao vivo
- Live in America (1999)
- Live in Iceland (2002)
- In Concert: Live in Poland (2008)

### EPs
- Rondo (1995)